# Taku (Giappone)
Taku (多久市?) è una città giapponese della prefettura di Saga.
La città è stata creata il 1º maggio 1954 dalla fusione di diverse cittadine e villaggi.

## Amministrazione

### Gemellaggi
- - Qufu, Cina